# Udon
Udon (jap. うどん lub 饂飩 udon) – pszenne kluski, rodzaj grubego, miękkiego japońskiego makaronu zrobionego z mąki pszennej.

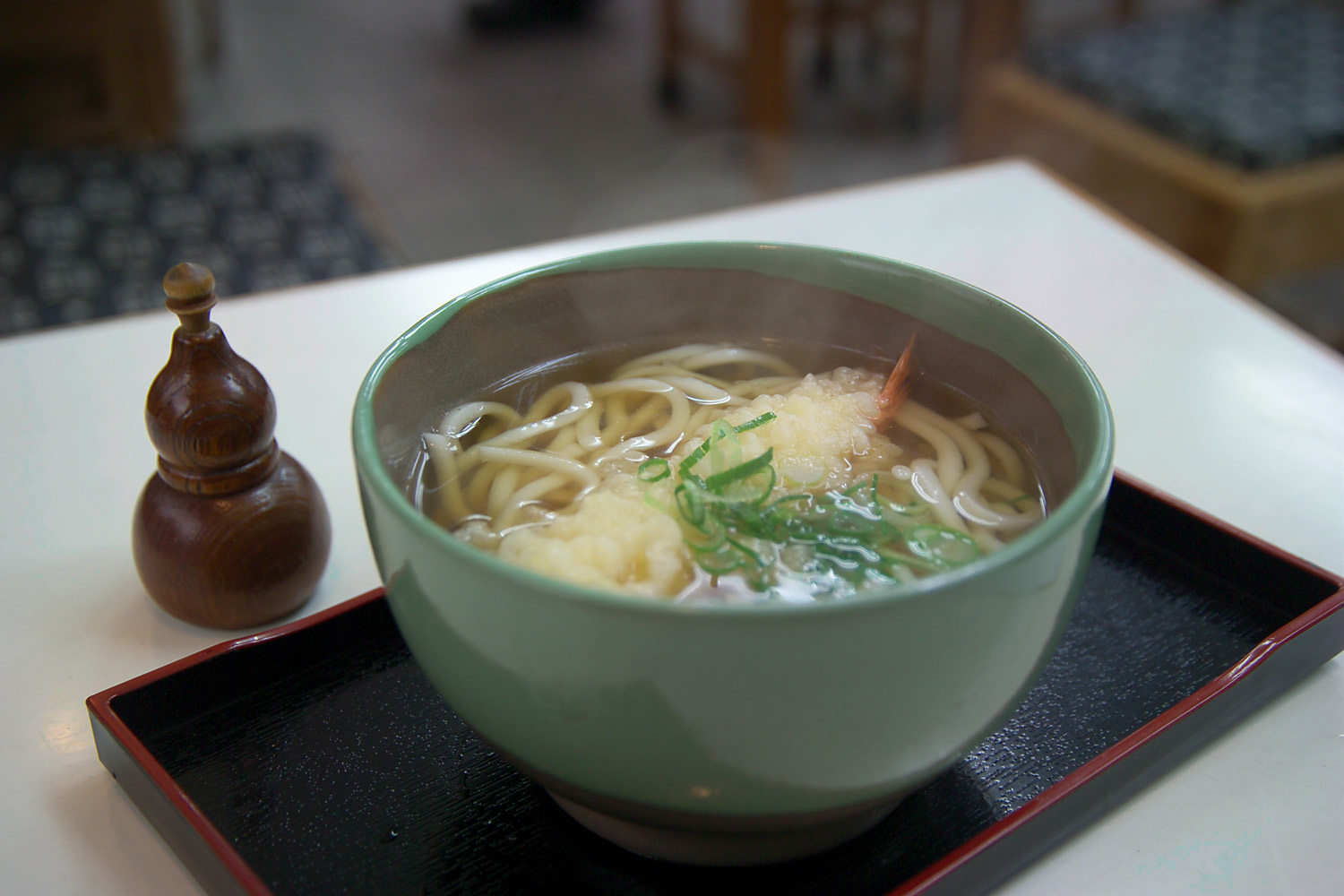
Tempura udon

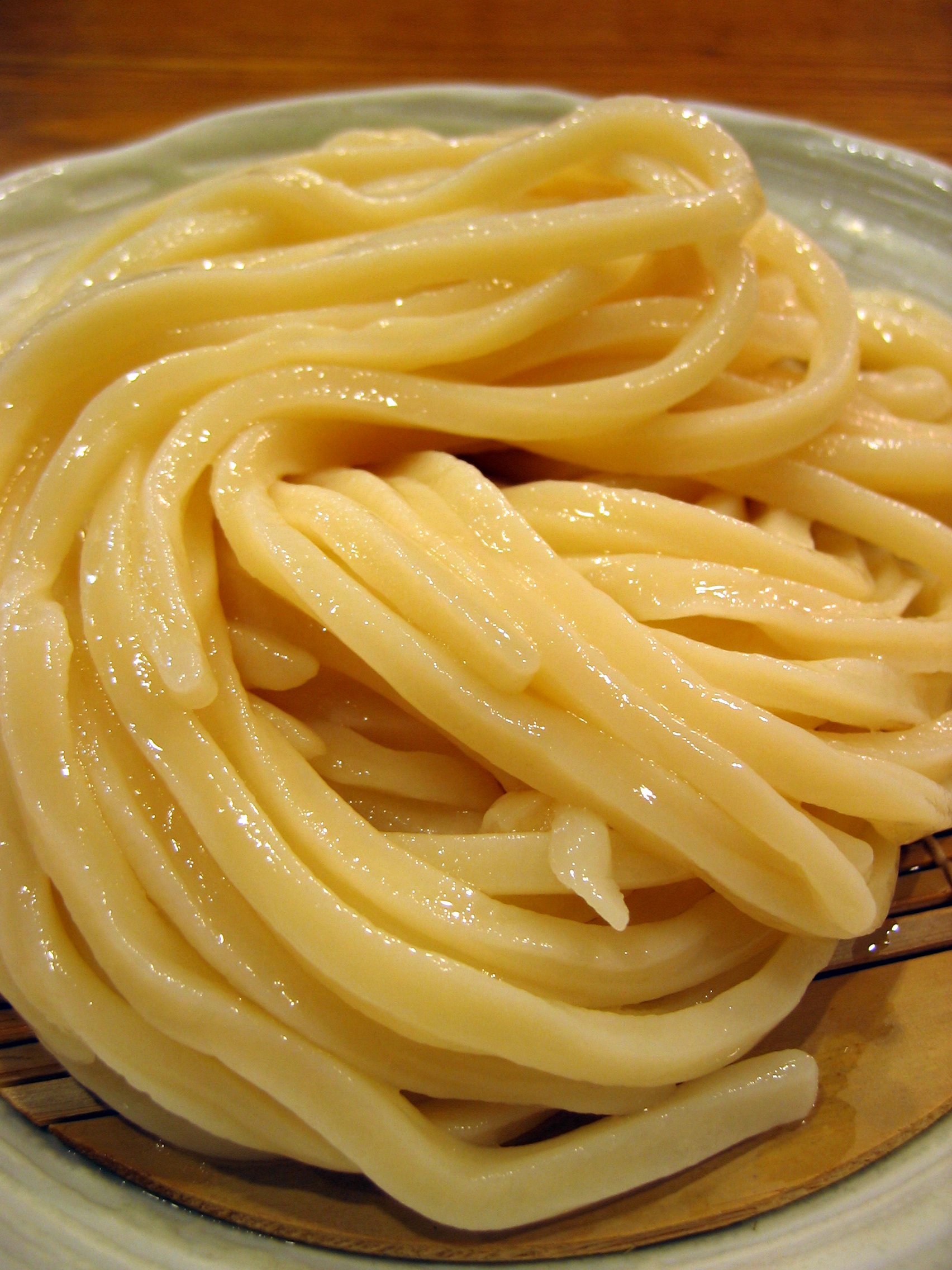
Udon

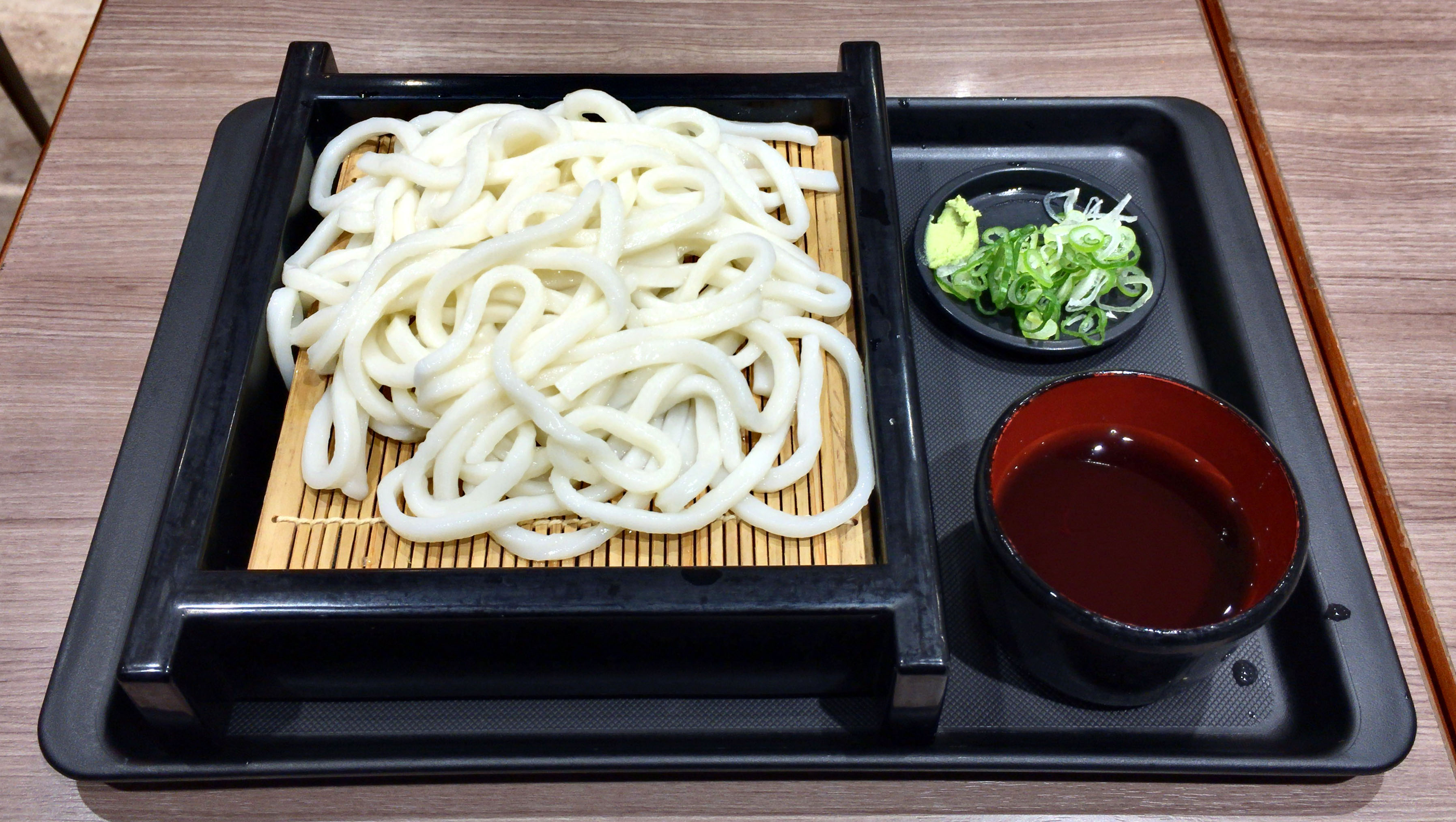
Mori udon

Udon jest przeważnie podawany na gorąco w bulionie. Do zupy dodaje się m.in.: tempurę, kaki-age (rodzaj tempury w postaci wiązki ryb, skorupiaków, krewetek), abura-age (rodzaj smażonego na głębokim oleju tofu) oraz warzywa, w daniu o nazwie kitsune-udon.
Smak bulionu i dodatki mogą się różnić w zależności od regionu. Przeważnie, ciemno-brązowy bulion, zrobiony z ciemnego sosu sojowego (koikuchi-shōyu) jest używany we wschodniej Japonii (region Kantō), a jasno-brązowy bulion, zrobiony z jasnego sosu sojowego (usukuchi-shōyu) jest podawany w zachodniej Japonii (Kansai). Ten trend jest również zauważalny w rodzaju sprzedawanych zup instant, spośród których też wyróżnia się dwa rodzaje w zależności od regionu.